# Governatori romani della Giudea
Questa è una lista dei governatori della provincia romana di Giudea, costituita all'indomani della deposizione dell'etnarca Erode Archelao nel 6 d.C., dopo essere stato sottoposto a processo da Augusto, il quale ne incamerò i beni e ne annesse i territori.
Nel corso del I secolo la Giudea fu sotto controllo indiretto della confinante provincia di Siria: infatti il governatore della Giudea (prefetto o legato) era nominalmente sottoposto al legato di Siria (legatus Augusti pro praetore).

## Prefetti (6-41)
Prefetto (latino prafectus; greco eparchos):
- 6-9: Coponio
- 9-12: Marco Annibulo
- 12-15: Annio Rufo
- 15-26: Valerio Grato
- 26-36: Ponzio Pilato
- 36-37: Marcello
- 37-41: Publio Petronio Marullo

Nel 41 fu ripristinato il regno giudaico come stato cliente affidato a Erode Agrippa I, che lo resse fino alla morte avvenuta nel 44.

## Procuratori (44-70)
Procuratore (latino: procurator; greco: epitropos):
- 44-46: Cuspio Fado
- 46-48: Tiberio Giulio Alessandro, ebreo alessandrino con cittadinanza romana
- 48-52: Ventidio Cumano
- 52-60: Marco Antonio Felice
- 60-62: Porcio Festo
- 62-64: Lucceio Albino
- 64-66: Gessio Floro
- 66-70: Marco Antonio Giuliano[2]

Tra il 66 e il 70 la popolazione si ribellò a Roma e si ebbe la Prima guerra giudaica.

## Legati (70-132)
Poco dopo la caduta di Gerusalemme nel 70, Vespasiano affidò la provincia a un legato.
- 70: Terenzio Rufo[3]
- fine 70-71: Sesto Vettuleno Ceriale[4]
- 71-fine 72: Sesto Lucilio Basso[4]
- fine 72-80: Lucio Flavio Silva[5]
- 80-85: Marco Salvidieno
- 85-89: Gneo Pinario Emilio Cicatricula Pompeo Longino
- 93-97: Sesto Ermentidio Campano
- 99-102: Tiberio Claudio Attico
- 102-105: Gaio Giulio Quadrato Basso
- 105-107: Quinto Pompeo Falcone
- 114-117: Tiberiano (periodo della seconda guerra giudaica
- 117-118: Lusio Quieto
- 130-132: Quinto Tineio Rufino
- 134-135: Sesto Giulio Severo

Tra il 132 e il 135 la popolazione si ribellò nuovamente e si ebbe la Terza guerra giudaica. Dopo aver ripreso Gerusalemme e domato la ribellione, Adriano abolì la precedente provincia di Iudaea e la unì alla Galilea dando vita a una nuova provincia, chiamata Syria Palaestina, posta sotto il controllo diretto del governatore della Siria, al tempo Sesto Giulio Severo (135-136), che era stato l'ultimo legatus Augusti pro praetore per la Giudea. Gerusalemme, completamente in rovina dal 70, fu ricostruita da Adriano a partire dal 130 come una città di tipo romano-ellenistico chiamata Aelia Capitolina, vietando l'ingresso agli ebrei tranne che per il giorno di Tisha b'Av.